# Merulina

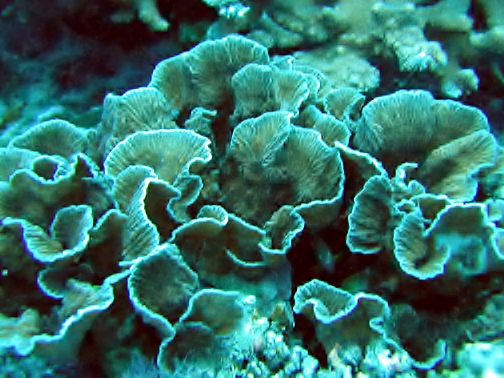
Merulina ampliata, en el Parque nacional de Samoa Americana

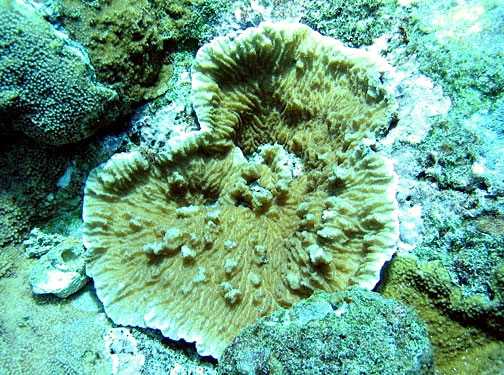
Merulina scabricula

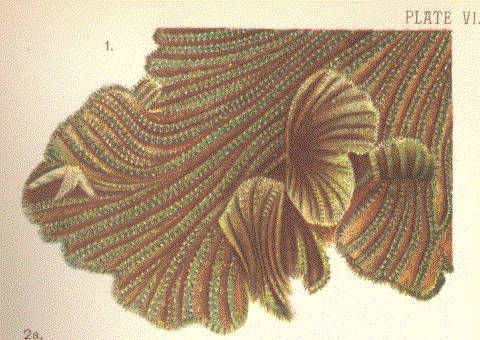
Ilustración de Merulina ampliata de Dana, James D. (1890) Corals and Coral Islands.

Merulina es un género de corales que pertenece a la familia Merulinidae, dentro del grupo de los corales duros, orden Scleractinia. 
Son corales hermatípicos, constructores de arrecifes en aguas tropicales del océano Indo-Pacífico, desde la costa este africana hasta las islas de la Polinesia del Pacífico central.

## Especies
El Registro Mundial de Especies Marinas reconoce las siguientes especies en el género, siendo valoradas por la Lista Roja de Especies Amenazadas de la UICN:
- Merulina ampliata (Ellis & Solander, 1786).  Estado: Preocupación menor
- Merulina scabricula Dana, 1846.  Estado: Preocupación menor
- Merulina scheeri Head, 1983.  Estado: Preocupación menor
- Merulina triangularis (Veron & Pichon, 1980).  Estado: No evaluada

## Morfología
Los corales Merulina forman colonias  masivas, laminares, foliáceas, sub-arborescentes, en platos, o incrustantes.
Los coralitos son monomórficos y dispuestos en forma cerioide sobre la superficie de la colonia, lo que significa que tienen sus muros fusionados con los coralitos contiguos, o policéntricos y dispuestos en forma meandroide. El diámetro de los cálices es menor o igual a 4 mm. Los septos se disponen hasta en dos ciclos (<24 septos). Las paredes de los septos están granuladas. Tienen columnela generalmente trabecular pero compacta, y lóbulos paliformes bien desarrollados. Los coralitos hijos se forman solamente por división intracalicular.
Los pólipos se extienden sólo durante la noche, y tienen un círculo de tentáculos rodeando la boca, que presentan unas células urticantes denominadas nematocistos, empleadas en la caza de presas del plancton.
La gama de colores abarca tonos pálidos de marrón, amarillo, rosa, gris o verde. 

## Hábitat y distribución
Viven en arrecifes localizados en los mares tropicales, en zonas cercanas a las costas. Mayoritariamente se encuentran en lagunas, aunque también en fondos planos, laderas anteriores y pronunciadas del arrecife.
Suelen encontrarse hasta los 50 metros de profundidad, y en un rango de temperatura entre 22.21 y 28.95 °C.
Se distribuyen ampliamente en el océano Indo-Pacífico, desde las costas orientales de África, incluyendo el mar Rojo, hasta las islas de Polinesia del Pacífico central, incluyendo las costas de Australia al sur, y Filipinas y Japón al norte.

## Alimentación
Contienen algas simbióticas; mutualistas (ambos organismos se benefician de la relación) llamadas zooxantelas. Las algas realizan la fotosíntesis produciendo oxígeno y azúcares, que son aprovechados por los pólipos, y se alimentan de los catabolitos del coral (especialmente fósforo y nitrógeno). Esto les proporciona entre el 70 y el 95% de sus necesidades alimenticias. El resto lo obtienen atrapando plancton con sus tentáculos, y materia orgánica disuelta en el agua.

## Reproducción
Se reproducen asexualmente mediante gemación intracalicular, y sexualmente, lanzando al exterior sus células sexuales. En este tipo de reproducción, la mayoría de los corales liberan óvulos y espermatozoides al agua, siendo por tanto la fecundación externa.  Los huevos una vez en el exterior, permanecen a la deriva arrastrados por las corrientes varios días, más tarde se forma una larva plánula que cae al fondo, se adhiere a él y comienza su vida sésil, secretando carbonato cálcico para conformar un esqueleto, o coralito. Posteriormente, los pólipos se reproducen por gemación, dando origen a la colonia.